# Пикетт (округ)
Округ Пикетт (англ. Pickett County) располагается в штате Теннесси, США. Официально образован в 1879 году. По состоянию на 2010 год, численность населения составляла 5077 человек.

## География
По данным Бюро переписи США, общая площадь округа равняется 453,250 км2, из которых 422,170 км2 — суша, и 12,000 км2, или 6,680 % — это водоёмы.

## Население
По данным переписи населения 2000 года в округе проживает 4 945 жителей в составе 2 091 домашних хозяйств и 1 461 семей. Плотность населения составляет 12,00 человек на км2. На территории округа насчитывается 2 956 жилых строений, при плотности застройки около 7,00-ми строений на км2. Расовый состав населения: белые — 99,15 %, афроамериканцы — 0,10 %, коренные американцы (индейцы) — 0,16 %, азиаты — 0,04 %, гавайцы — 0,00 %, представители других рас — 0,10 %, представители двух или более рас — 0,44 %. Испаноязычные составляли 0,83 % населения независимо от расы.
В составе 27,40 % из общего числа домашних хозяйств проживают дети в возрасте до 18 лет, 58,30 % домашних хозяйств представляют собой супружеские пары проживающие вместе, 7,80 % домашних хозяйств представляют собой одиноких женщин без супруга, 30,10 % домашних хозяйств не имеют отношения к семьям, 27,20 % домашних хозяйств состоят из одного человека, 12,90 % домашних хозяйств состоят из престарелых (65 лет и старше), проживающих в одиночестве. Средний размер домашнего хозяйства составляет 2,33 человека, и средний размер семьи 2,83 человека.
Возрастной состав округа: 21,40 % моложе 18 лет, 8,60 % от 18 до 24, 24,70 % от 25 до 44, 27,70 % от 45 до 64 и 27,70 % от 65 и старше. Средний возраст жителя округа 42 лет. На каждые 100 женщин приходится 96,80 мужчин. На каждые 100 женщин старше 18 лет приходится 94,20 мужчин.
Средний доход на домохозяйство в округе составлял 24 673 USD, на семью — 31 355 USD. Среднестатистический заработок мужчины был 22 367 USD против 17 173 USD для женщины. Доход на душу населения составлял 14 681 USD. Около 12,00 % семей и 15,60 % общего населения находились ниже черты бедности, в том числе — 19,40 % молодежи (тех, кому ещё не исполнилось 18 лет) и 20,00 % тех, кому было уже больше 65 лет.